# 飛べ!エアロスミス
『飛べ!エアロスミス』 (とべ！エアロスミス)は、アメリカのロックバンド、エアロスミスの2ndアルバム。1974年3月発売。原題はGet Your Wings。日本の発売元はソニー・ミュージックレコーズ。

## 解説
ジャック・ダグラスとレイ・コルコードをプロデューサーに迎えたセカンド・アルバム。『野獣生誕』は、当時日本では発売されていなかったため、このアルバムが日本でのデビュー作となった。
当初、レコード会社であるコロムビア・レコードは、プロデューサーにアリス・クーパーとのタッグで既に知名度が高く、緻密な曲やアルバム作りで知られるボブ・エズリンを起用しようとしていたが、『野獣生誕』で唯一ヒットしていた「ドリーム・オン」のような情緒的なサウンド展開を望むレーベル側と、よりストレートでライブ栄えするアルバム作りに意欲を燃やすバンド側とで最初から意見が対立した結果、エズリンはバンド側の意向を尊重し、自らはプロデューサーの座から身を引き、当時新米のプロデューサーであったジャック・ダグラスを紹介した。
その結果、録音環境の悪かった前作と比べ、かなり改善されていて自他共に認める強力で、緊張感のあるエアロスミスらしい仕上がりになっているが、当時のエアロスミスに対しての世間の風当たりが強かった為、リリースされた当初は大きなヒットとはならなかった。が、次回作の『闇夜のヘヴィ・ロック』による大ヒットで、ビルボードのチャートで全米74位まで登り詰める相乗効果となった。
2曲目の「支配者の女」は、2008年に発売されたグランド・セフト・オートIV内の架空ラジオ、Liberty City Rock Radio 97.8に収録されている。ただし聴くことが出来るのはザ・ロスト・アンド・ダムドとエピソード・フロム・リバティーシティのみである。
4曲目の「黒いコートを着た女」は、過去にスティーヴン・タイラーがChain Reactionというバンドに在籍していた時に、ボーカルを務めていたドン・ソロモンとの共作である。
6曲目の「トレイン・ケプト・ア・ローリン」は、タイニー・ブラッドショウというブルース・ミュージシャンの曲で、ロック界では彼らが尊敬するヤードバーズによるカヴァーが有名だった。原曲とは違う16ビートだが、ライブでは原曲通り2ビートで披露される。1976年7月には、元ヤードバーズのジェフ・ベックとこの曲で共演を果たした。他にも、2002年6月27日に東京スタジアムで開催された「FIFA ワールドカップ オフィシャル・コンサート『INTERNATIONAL DAY』」では、同じく出演していたB'zと、2009年のロックの殿堂入り授賞式恒例のオールスター・フィナーレでも、ジェフとジョー、そして同じく元ヤードバーズのジミー・ペイジ、ロン・ウッド、メタリカ、フリーとセッションした。

## 収録曲
1. Same Old Song and Dance (セイム･オールド･ソング･アンド･ダンス)(3:43)
Words/Music:S.Tyler,J.Perry
2. Load of the Thighs (支配者の女)(4:15)
Words/Music:S.Tyler
3. Spaced(四次元飛行船) (4:22)
Words/Music:Words/Music:S.Tyler,J.Perry
4. Woman of the World(黒いコートを着た女) (5:47)
Words/Music:S.Tyler,D.Solomon
5. S.O.S. (TOO BAD) (エアロスミス、S.O.S.)(2:52)
Words/Music:S.Tyler
6. Train Kept a Rollin'(トレイン･ケプト･ア･ローリン)(5:34)
Words/Music:S.T.Bradshaw,L.Mann,H.Kay
7. Seasons of Wither (折れた翼)(5:33)
Words/Music:S.Tyler
8. Pandora's Box(パンドラの箱) (5:37)
Words/Music:S.Tyler,J.Kramer

## 参加ミュージシャン
- スティーヴン・タイラー - ボーカル、アコースティック・ギター、ハーモニカ、ピアノ、キーボード
- ジョー・ペリー - ギター、スライドギター
- ブラッド・ウィットフォード - ギター
- トム・ハミルトン - ベース
- ジョーイ・クレイマー - ドラムス、パーカッション

ゲスト・ミュージシャン
- マイケル・ブレッカー - サックス
- ランディ・ブレッカー - トランペット
- スティーヴ・ハンター - ギター（ノンクレジット）
- ディック・ワグナー - ギター（ノンクレジット）